# Kurt Herzog (Politiker, 1910)
Kurt Herzog (* 26. Januar 1910 in Breslau; † nach 1951) war ein deutscher Politiker (CDU und NDPD). Er war von 1946 bis 1950 Mitglied des Landtags Mecklenburg.

## Leben
Kurt Herzog besuchte bis 1919 die Volksschule und bis 1926 die Mittelschule in Breslau.
Nach einem Semester an der Höheren Handelsschule absolvierte er bis 1929 einen Verwaltungslehrgang im Breslauer Verkaufsbüro der Nestlé AG und war bis 1939 u. a. als Expedient, Handelsreisender und Faktorist für verschiedene Unternehmen tätig. 1939 wurde er zur Wehrmacht einberufen. Er geriet 1944 in sowjetische Kriegsgefangenschaft und ließ sich nach seiner Entlassung im August 1945 in Schwerin nieder.
Herzog trat im Dezember der CDU bei, erhielt eine Anstellung im Mecklenburgischen Suchdienst für vermisste Angehörige und wechselte im Februar 1946 in die Landesverwaltung. Hier war er zunächst als Hilfsreferent, dann als Kreisreferent und schließlich Referatsleiter in der Informationsabteilung des Ministerpräsidiums tätig, die sich um Propaganda, Beschwerden und Korruptionsbekämpfung kümmerte. Aufgrund seiner politischen Anbindung machte er ab 1947 eine steile Karriere im Sozialministerium unter CDU-Minister Friedrich Burmeister: 1948 leitete Herzog die Abteilung "Volk und Heimat", 1949 war er persönlicher Referent des Ministers. Bei der Landtagswahl 1946 wurde er in den Landtag gewählt. Herzog nahm im Auftrag der Landesregierung am Deutschen Volkskongress teil und unterminierte damit die Position des CDU-Parteiführers Jakob Kaiser, der sich gemeinsam mit dem Vorstand der CDU gegen die Teilnahme der CDU ausgesprochen hatte. Nach der Parteisäuberung im Februar 1950 trat Herzog zur NDPD über, wodurch die CDU ein Landtagsmandat verlor. Besonders übel nahmen ihm die Unionsanhänger, dass er öffentlich gegen seine ehemalige Partei agitierte. Unzufrieden mit seiner Stellung als Abteilungsleiter für Investitionsplanung schied er am 31. Dezember 1951 aus dem Ministerium für Wirtschaft und Arbeit aus.